# Génie électrique
Le génie électrique ou ingénierie électrique est une branche de la physique qui traite du domaine de l'électricité et de ses applications. Il regroupe les domaines du génie électrotechnique et du génie électronique. L'étude de domaine se réalise en physique, l'application se fait dans le domaine industriel. 